# Eli Amir
Eli Amir (Baghdad, 26 settembre 1937) è uno scrittore israeliano.
Emigrò con la sua famiglia in Israele nel 1950, dove frequentò il Kibbutz MishmarHaEmek e l'Università Ebraica di Gerusalemme. 
Dal 1964 al 1968 fu consigliere del Primo Ministro Israeliano e lavorò per il Ministero dell'Immigrazione negli Stati Uniti. Dal 1984 è direttore generale del Dipartimento di Immigrazione Giovanile per la Jewish Agency.
Il suo libro Tarnegol Kaparot (in ebraico תרנגול כפרות) ha vinto il Youth Immigration Jubilee's Prize (1984), il Jewish Literary Prize (1986), l'Ahi Award (1994), l'Am Oved's Jubilee Prize (1994), l'Yigal Alon Prize for Outstanding Service in Society (1997), il Book Publishers Association's Platinum Price (1998) e il Prime Minister's Platinum Prize (2002).
Le uniche sue opere tradotte in italiano sono Jasmine e è questa la terra promessa?, ma esistono edizioni inglesi di altri titoli importanti come Farewell, Baghdad (Mefriah Ha-Ionim) e Saul's Love (Ahavat Shaul).